# Metazuphium
Metazuphium is een geslacht van kevers uit de familie van de loopkevers (Carabidae). De wetenschappelijke naam van het geslacht is voor het eerst geldig gepubliceerd in 1992 door Mateu.

## Soorten
Het geslacht Metazuphium is monotypisch en omvat slechts de volgende soort:
- Metazuphium spinangulus Mateu, 1992